# Stigmatopteris pterorhachis
Stigmatopteris pterorhachis är en träjonväxtart som beskrevs av Robbin C. Moran. Stigmatopteris pterorhachis ingår i släktet Stigmatopteris och familjen Dryopteridaceae. Inga underarter finns listade.